# PowerBook
PowerBook è, dal 1991, il nome assegnato dalla Apple Computer ai suoi computer portatili dedicati all'utente evoluto o all'utente professionale. Dal 1999 Apple costruisce anche portatili dedicati al grande pubblico, denominati iBook.
Prima della serie PowerBook, la Apple aveva realizzato un altro portatile chiamato, Macintosh Portable, basato sull'elettronica del Macintosh SE, anche se dotato di un processore a frequenza doppia. Era inoltre dotato di un ottimo schermo LCD e di una batteria molto pesante, ma che garantiva fino a 10 ore di autonomia. Il peso elevato e le forme non molto aggraziate, hanno decretato la morte commerciale del Macintosh Portable. Apple, scottata da tale insuccesso, ha atteso un momento migliore prima di tentare nuovi esperimenti in questo settore. Infatti tra il Portable e il primo PowerBook sono passati due anni.

## Storia
La prima serie PowerBook venne commercializzata nel 1991 ed ebbe un enorme successo: il marchio riuscì ad assorbire il 40% del mercato statunitense. Durante gli anni la Apple apportò diversi miglioramenti alla serie, ma nel frattempo altri costruttori riuscirono a erodere grosse fette di mercato. In seguito, nel 1995 la Apple introdusse il PowerBook 5300, il primo portatile dotato del processore PowerPC. L'errata progettazione del modello procurò moltissimi problemi alla società e le fece perdere sia credibilità che quote di mercato. L'azienda riuscì a recuperare introducendo modelli nuovi e interrompendo sia la costruzione che la commercializzazione del PowerBook 5300. Nel 1998 lanciò la serie PowerBook G3, che, come dice il nome, montava i processori PowerPC G3 introducendo modifiche sia alla linea del portatile che alle tecnologie FireWire, AGP, AirPort e abbandonando lo standard SCSI.

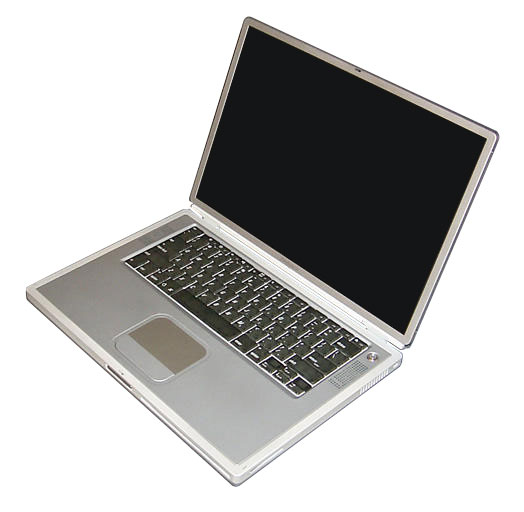
15" Titanium PowerBook G4

Nel 2001 venne introdotta sul mercato la serie PowerBook G4, completamente rinnovata rispetto alla serie precedente. Il powebook montava un PowerPC G4, e, per la realizzazione della scocca del portatile Apple aveva optato per una lega di titanio, un materiale che conferiva solidità alla struttura, pur essendo molto leggera. Infatti i PowerBook G4, oltre a essere più leggeri, erano anche più solidi e sottili. La linea dei PowerBook fu molto apprezzata dal mercato: pur non essendo prodotti economici, ebbero un buon successo commerciale.
Il modello a 15 pollici in titanio venne poi affiancato da altri due modelli: un modello a 12 pollici, annunciato come il più piccolo computer avente quelle prestazioni e caratteristiche, ed il modello a 17 pollici, presentato invece come il più grande e con lo schermo grande quasi come un monitor di un desktop. Questi due modelli vennero pubblicizzati con un divertente spot dove a bordo di un aereo un nano e, presumibilmente, un giocatore di basket estraevano dal bagaglio rispettivamente "il più grande" ed "il più piccolo" Powerbook di sempre. I due nuovi modelli non erano nati in titanio come quello che era stato ribattezzato Ti-book, ma in alluminio. Qualche tempo dopo anche il modello da 15 pollici venne prodotto in alluminio.
I Powerbook hanno cessato di esistere nel 2006, anno della storica decisione della Apple di utilizzare, da quel momento in poi, processori Intel. Sono stati rimpiazzati da nuovi modelli che ne riprendono le forme. Sono i Mac Book Pro con prestazioni notevolmente superiori dovute all'uso di processori dual core a differenti architetture, anche se la comunità di utenti Mac continua a rimpiangere la notevole autonomia e stabilità dei modelli con PowerPC G4. L'unico Powerbook a non essere stato sostituito "ufficialmente" da un MacBook Pro è stato il modello da 12 pollici: solo nel 2008 il MacBook Alluminium da 13" venne "promosso" MacBook Pro, di fatto andando a sostituire il Powerbook da 12". La versione "piccola" è ancora molto ricercata sul mercato dell'usato, in quanto di dimensioni davvero contenute e dotata di tutte le funzionalità avanzate necessarie a soddisfare qualunque esigenza: Wi-Fi Airport Extreme, Bluetooth, Masterizzatore DVD, quantità di memoria più che sufficiente a qualunque utilizzo, ed una autonomia davvero elevata, fino a cinque ore.

## Modelli
- PowerBook (1991 - 1997)
- PowerBook Duo (1992 - 1997)
- PowerBook G3 (1998 - 2001)
- PowerBook G4 (2001 - 2005)